# バロン・オブ・レンフルー
バロン・オブ・レンフルー（英: Baron of Renfrew）は、スコットランド王国の王位の法定推定相続人が帯びる称号のひとつで、過去ほとんどはロスシー公爵と同時に授けられてきた。この歴史は少なくとも1404年にまで遡ることができ、1469年にスコットランド議会が制定した法律によって継承法が定められている。イングランド王国との合同後はイギリス王位の法定推定相続人へと引き継がれ、2022年現在はロスシー公爵ウィリアム王子が帯びている。「レンフルー」はグラスゴー近くに所在する、「ステュアート家発祥の地」と呼ばれることもあるタウンの名前である。
五等爵の第5位の称号にバロン（男爵）を用いるイングランドとは異なり、スコットランド貴族において五等爵の第5位はロード・オブ・パーラメントである。すなわち、スコットランドのバロンは、貴族（peerage）には含まれない。しかしながらバロン・オブ・レンフルーの地位には議論があり、1469年にスコットランド議会が制定した法律によって貴族となったとする説や、1603年にスコットランド王ジェイムズ6世がイングランド王に即位して以後貴族になったとする説も存在する。イギリス政府の公式見解としては、1999年に貴族院においてモスティンのウィリアムズ卿が以下のように答弁しており、未だに貴族ではないとしている。
即位前のエドワード7世やエドワード8世は、お忍びでの旅行や私的な支払いをするときの名義として「レンフルー卿（Lord Renfrew）」を用いたことがある。
なお、考古学者のコリン・レンフルーは1991年に一代貴族「ケイムズソーンのレンフルー男爵（Baron Renfrew of Kaimsthorn）」に叙されたが、この爵位名は姓に由来するもので、スコットランド王位継承者が帯びてきたバロン・オブ・レンフルーとは無関係である。

## 註釈
1. ↑  スコットランド外ではウェールズ公の称号で呼ばれる。
2. ↑  元は封建領主（feudal baron; 直属受封者（英語版））を意味していたが、王権の伸長によって称号化した。